# Denver Nuggets 2003-2004
La stagione 2003-04 dei Denver Nuggets fu la 28ª nella NBA per la franchigia.
I Denver Nuggets arrivarono sesti nella Midwest Division della Western Conference con un record di 43-39. Nei play-off persero al primo turno con i Minnesota Timberwolves (4-1).

## Roster
| N° | Naz.                   | Ruolo | Sportivo               | Anno | Alt. | Peso |
| -- | ---------------------- | ----- | ---------------------- | ---- | ---- | ---- |
| 1  | Stati Uniti (bandiera) | G     | Voshon Lenard          | 1973 | 193  | 93   |
| 4  | Stati Uniti (bandiera) | G     | Jeff Trepagnier        | 1979 | 193  | 91   |
| 5  | Stati Uniti (bandiera) | A     | Rodney White           | 1980 | 206  | 108  |
| 11 | Stati Uniti (bandiera) | G     | Earl Boykins           | 1976 | 165  | 61   |
| 12 | Stati Uniti (bandiera) | A     | Chris Andersen         | 1978 | 208  | 104  |
| 15 | Stati Uniti (bandiera) | A     | Carmelo Anthony        | 1984 | 203  | 104  |
| 20 | Stati Uniti (bandiera) | G     | Jon Barry              | 1969 | 193  | 88   |
| 22 | Georgia (bandiera)     | A     | Nik'oloz Tskit'ishvili | 1983 | 213  | 102  |
| 23 | Stati Uniti (bandiera) | AC    | Marcus Camby           | 1974 | 211  | 100  |
| 24 | Stati Uniti (bandiera) | G     | Andre Miller           | 1976 | 188  | 91   |
| 31 | Brasile (bandiera)     | AC    | Nenê Hilário           | 1982 | 211  | 122  |
| 32 | Stati Uniti (bandiera) | A     | Ryan Bowen             | 1975 | 201  | 98   |
| 41 | Stati Uniti (bandiera) | A     | Mark Pope              | 1972 | 208  | 107  |
| 51 | Stati Uniti (bandiera) | C     | Michael Doleac         | 1977 | 211  | 119  |
| 56 | Paesi Bassi (bandiera) | C     | Francisco Elson        | 1976 | 213  | 107  |

## Staff tecnico
- Allenatore: Jeff Bzdelik
- Vice-allenatori: Jarinn Akana, Bill Branch, Scott Brooks, Adrian Dantley, T.R. Dunn, Chip Engelland, John MacLeod